# Ingemar Erlandsson
Bo Ingemar Erlandsson (16 de novembro de 1957 — 9 de agosto de 2022) foi um futebolista sueco que atuou como zagueiro.

## Carreira
Erlandsson jogou pelo Malmö de 1976 a 1987, com o qual conquistou dois títulos do Campeonato Sueco e chegou à final da Taça dos Clubes Campeões Europeus (atual Liga dos Campeões da UEFA) contra o Nottingham Forest em 1979. Atuou em 473 partidas no total enquanto esteve no clube.
Erlandsson competiu na Copa do Mundo FIFA de 1978, sediada na Argentina, na qual a seleção de seu país terminou na décima terceira colocação dentre os dezesseis participantes.

## Morte
Em 11 de agosto de 2022, o Malmö divulgou a morte de Erlandsson.